# Rage Software
Pour les articles homonymes, voir Rage.
Rage Software était une société britannique de développement de jeux vidéo, fondée par Paul Finnegan en janvier 1992, et fermée en janvier 2003.

## Liste de jeux
Source

### Jeux développés
- 1992 : Striker (Amiga, Amiga CD32, Atari ST, DOS, Mega Drive, Super Nintendo)
- 1993 : Ultimate Soccer (GameGear, Master System, Mega Drive)
- 1994 : Power Drive (Amiga, Amiga CD32, DOS, Mega Drive, Jaguar)
- 1995 : Revolution X (Mega Drive, Super Nintendo, DOS, PlayStation, Saturn)
- 1996 : Striker '96 (PlayStation)
- 1997 : Trash It (PlayStation, Saturn)
- 1997 : Jonah Lomu Rugby (Playstation, Saturn, PC)
- 1997 : Doom (Portage Saturn)
- 1997 : Darklight Conflict (PlayStation)
- 1998 : Dead Ball Zone (Playstation)
- 1999 : UEFA Striker (Playstation, Dreamcast)
- 1999 : Expendable (PC)
- 1999 : Millennium Soldier (Dreamcast)
- 1999 : Microsoft International Football 2000 (PC)
- 2000 : Space Debris (PlayStation)
- 2000 : Wild Wild Racing (PlayStation 2)
- 2000 : La Guerre des mondes (PC, PlayStation)
- 2000 : Rage Rally (PC)
- 2001 : Offroad Racing (PC)
- 2001 : eRacer (PC)
- 2002 : Twin Caliber (PlayStation 2)
- 2002 : Rocky (Xbox, PlayStation 2, Game Boy Advance, GameCube)
- 2002 : Incoming Forces (PC)
- 2002 : Gun Metal (Xbox, PC)
- 2002 : GTC Africa (PlayStation 2)
- 2002 : David Beckham Soccer (Xbox, PlayStation, PlayStation 2, Game Boy Advance)
- 2002 : Crashed (PlayStation 2, Xbox)
- 2003 : Rolling (PlayStation 2, Xbox)

### Jeux édités
- 1998 : Incoming (PC, Dreamcast)
- 2001 : Hostile Waters (PC)
- 2001 : Eurofighter Typhoon (PC)
- 2001 : Denki Blocks! (Game Boy Color, Game Boy Advance)
- 2002 : Music (Game Boy Advance)
- 2002 : Mobile Forces (PC)
- 2002 : Go! Go! Beckham (Game Boy Advance)
- 2002 : Eurofighter Typhoon : Opération Ice-Breaker (PC)

### Jeux annulés
- Lamborghini (PlayStation 2, Xbox, GameCube, PC)
- Team SAS (Xbox)

## Sources
1. ↑  
(fr) « Liste des jeux de Rage Software », sur Gamekult